# Thiago Sens
Thiago Henrique Sens (ur. 2 lipca 1985 w Blumenau) – brazylijski siatkarz, grający na pozycji przyjmującego, reprezentant Brazylii. Od sezonu 2020/2021 występuje w tureckiej drużynie Afyon Belediye Yüntaş.

## Sukcesy klubowe
Mistrzostwo Brazylii:
- 2004, 2013
- 2015

Klubowe Mistrzostwa Ameryki Południowej:
- 2013

Puchar Brazylii:
- 2015[3]

Mistrzostwo Włoch:
- 2016

## Sukcesy reprezentacyjne
Mistrzostwa Świata Juniorów:
- 2005

Letnia Uniwersjada:
- 2009

Puchar Panamerykański:
- 2011[4]

## Nagrody indywidualne
- 2011 - Najlepszy przyjmujący Pucharu Panamerykańskiego[5]